# Tyranny Of Beauty
Tyranny of Beauty es el vigesimocuarto álbum de estudio del grupo de música electrónica alemán Tangerine Dream. Publicado en 1995 por el sello Miramar destaca por incluir entre sus canciones una adaptación del «Largo» de la ópera Serse de Georg Friedrich Händel y una nueva versión de «Stratosfear 1995» un tema clásico del catálogo del grupo.
El álbum fue nominado en la categoría "Mejor álbum New Age" en la 38 edición de los premios Grammy. Se trata de la séptima, y hasta 2020, última ocasión en que una obra del grupo ha sido nominado para estos premios.
Jim Brenholts, en su crítica de AllMusic, incide en que "es uno de los mejores álbumes de Tangerine Dream de principios y mediados de los 90. Lo cual no es decir mucho. Los álbumes del grupo en ese período, e incluso desde finales de los 80, son relativamente débiles. Y sin duda este disco tiene sus debilidades. Sin embargo se ven opacadas por sus puntos fuertes y el disco gana grandes elogios."

## Producción

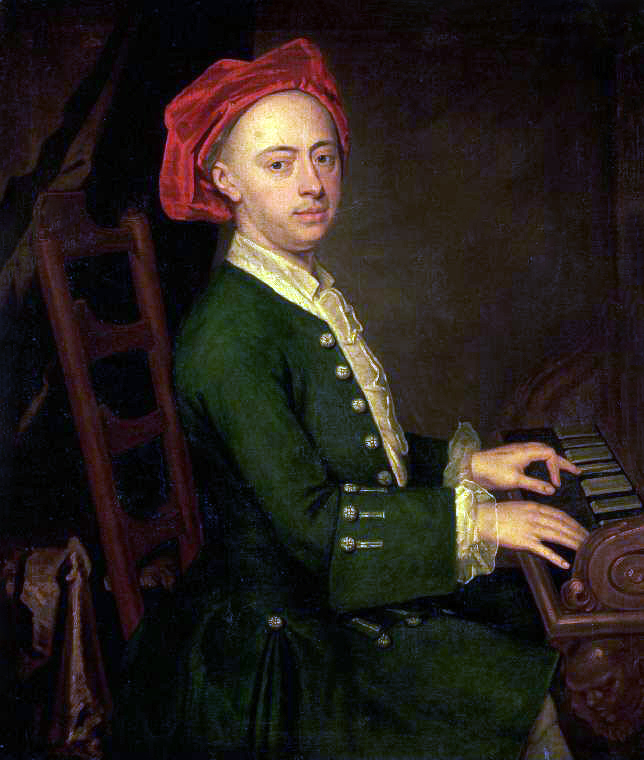
Retrato del compositor Georg Friedrich Händel

Grabado entre julio y septiembre de 1994 en estudios de Viena para este álbum Edgar y Jerome Froese volvieron a contar con un amplio número de músicos invitados como Linda Spa, Gerald Gradwohl, Mark Hornby y Gisela Kloetzer. La inclusión de «Stratosfear 1995», regrabación del tema homónimo publicado en 1976 y que difiere bastante del original, se considera una idea de Jerome Froese.

"Hice «Stratosfear 1995» solo como una broma, tal vez para ponerlo en (la compilación) Tangents. Cuando se lo enviamos a Virgin dijeron que era de difícil encaje con el resto de las pistas. Así que pensamos, de acuerdo, puede que sencillamente la pongamos en el siguiente álbum."
Edgar Froese (1995) 

También la inclusión de «Largo» de la ópera Serse de Händel se interpretó como un homenaje al compositor de música clásica.

"Es una referencia a un momento en que las personas tenían un enfoque completamente diferente de la música. Si escuchas la pieza original de Händel te darás cuenta de que hay diferentes tipos de líneas de melodía y contrapunto, diferentes cosas unas contra otras todo el rato. Lo interesante fue encontrar una nueva línea de melodía para ir encima de todo y otras que no interfirieran. Y lo que Linda (Spa) hizo en su saxofón funcionó bastante."
Edgar Froese (1995) 

En la primera edición no se incluyó la canción «Quasar», compuesta por Jerome Froese, que sí se ha incorporado en sucesivas reediciones como en la de 1999 publicada por el sello TDI propiedad de la banda. Se trata de una canción de encargo realizada para la Feria de Música de Fráncfort.

"La compañía alemana QuasiMIDI nos contactó y nos dijo: "Oye, tomad prestados nuestros instrumentos, quizás podáis componer para nosotros una canción demo para la Feria de Música de Frankfurt y sería bueno si pudiérais hacer algo como hacernos bailar". Así que contestamos: "De acuerdo, haremos algo así, pero tal vez sea la única pieza en toda nuestra carrera que sea de estilo tecno-dance"."
Edgar Froese (1995) 

## Lista de temas
| Edición de 1995 |                                            |                                               |          |  |
| N.º             | Título                                     | Escritor(es)                                  | Duración |  |
| 1.              | «Catwalk»                                  | Jerome Froese                                 | 7:19     |  |
| 2.              | «Birdwatcher's Dream»                      | Edgar Froese                                  | 6:52     |  |
| 3.              | «Little Blonde In The Park Of Attractions» | Jerome Froese                                 | 6:57     |  |
| 4.              | «Living In A Fountain Pen»                 | Edgar Froese                                  | 6:59     |  |
| 5.              | «Stratosfear 1995»                         | Edgar Froese Christopher Franke Peter Baumann | 5:08     |  |
| 6.              | «Bride In Cold Tears»                      | Jerome Froese                                 | 4:53     |  |
| 7.              | «Haze Of Fame»                             | Edgar Froese                                  | 8:30     |  |
| 8.              | «Tyranny Of Beauty»                        | Edgar Froese                                  | 6:35     |  |
| 9.              | «Largo (from «Xerxes»)»                    | Georg Friedrich Händel                        | 4:12     |  |
| 57:27           |                                            |                                               |          |  |

| Reedición de 1996 |                                            |                                               |          |  |
| N.º               | Título                                     | Escritor(es)                                  | Duración |  |
| 1.                | «Catwalk»                                  | Jerome Froese                                 | 7:19     |  |
| 2.                | «Bridwatcher's Dream»                      | Edgar Froese                                  | 6:52     |  |
| 3.                | «Little Blonde In The Park Of Attractions» | Jerome Froese                                 | 6:57     |  |
| 4.                | «Living In A Fountain Pen»                 | Edgar Froese                                  | 6:59     |  |
| 5.                | «Stratosfear 1995»                         | Edgar Froese Christopher Franke Peter Baumann | 5:08     |  |
| 6.                | «Bride In Cold Tears»                      | Jerome Froese                                 | 4:53     |  |
| 7.                | «Haze Of Fame»                             | Edgar Froese                                  | 8:30     |  |
| 8.                | «Tyranny Of Beauty»                        | Edgar Froese                                  | 6:35     |  |
| 9.                | «Largo (from «Xerxes»)»                    | Georg Friedrich Händel                        | 4:12     |  |
| 10.               | «Quasar»                                   | Jerome Froese                                 | 3:43     |  |
| 61:10             |                                            |                                               |          |  |

## Personal
- Edgar Froese - Teclados, guitarra y guitarra de 12 cuerdas, percusión, composición, ingeniería de grabación y producción
- Jerome Froese - Teclados, guitarra, percusión, composición e ingeniería de grabación
- Christian Gstettner - Ingeniería de grabación
- Linda Spa - Saxofón soprano («Haze of Fame»), Saxofón alto («Little Blonde in the Park of Attractions», «Living in a Fountain Pen», «Stratosfear 1995», «Haze of Fame» y «Largo»),  Corno inglés («Tyranny of Beauty»)
- Gerald Gradwohl - Guitarra acústica («Catwalk») y guitarra («Birdwatcher's Dream», «Little Blonde in the Park of Attractions», «Living in a Fountain Pen», «Stratosfear 1995» y «Tyranny of Beauty»)
- Mark Hornby - Guitarra acústica («Birdwatcher's Dream», «Living in a Fountain Pen» y «Stratosfear 1995»), guitarra de 12 cuerdas («Birdwatcher's Dream»), guitarra slide («Little Blonde in the Park of Attractions»), guitarra y e bow («Bride in Cold Tears»)
- Gisela Kloetzer - Arreglos de cuerda («Largo»)